# Geraldine Bey
Geraldine Bey de Haas (* 1935 als Geraldine Bey) ist eine amerikanische Jazzsängerin und Konzertorganisatorin.
Bey trat in den 1960ern mit dem Vokaltrio Andy and the Bey Sisters mit Bruder Andy Bey und Schwester Salome Bey auf. Dann heiratete sie Eddie de Haas, mit dem sie sich 1968 in Chicago niederließ. 1974 schuf sie die Duke Ellington Celebration im dortigen Grant Park, aus der sich das Chicago Jazz Festival entwickelte. Sie organisierte auch weitere Konzerte sowie Auftrittsmöglichkeiten für Nachwuchsmusiker und begründete 1981 das Jazzfestival am South Shore Cultural Center. Zwischen 1959 und 1965 war sie an sieben Schallplatten-Aufnahmen beteiligt.
Mit de Haas hat sie zwei Kinder, Aisha de Haas und Darius de Haas (* 1968), beide Sänger, Darius de Haas auch Broadway-Musical-Darsteller.

## Diskographische Hinweise
- Andy and the Bey Sisters Now! Hear! (Prestige, 1964) mit Jerome Richardson, Kenny Burrell
- Andy and the Bey Sisters Round Midnight (Prestige, 1965) mit Kenny Burrell, Milt Hinton, Osie Johnson
- Frank D’Rone and Geraldine DeHaas with Bob Perna and Persistance Finally Together (Nor-AM 1996)